# لاين ريدموند
لاين ريدموند (بالإنجليزية: Layne Redmond)‏ هي مؤلفة وطبالة ومُدرسة أمريكية، ولدت في 19 أغسطس 1952 في فلوريدا في الولايات المتحدة، وتوفيت في 28 أكتوبر 2013 في كارولاينا الشمالية في الولايات المتحدة بسبب سرطان الثدي.

## وصلات خارجية
- الموقع الرسمي
- لاين ريدموند على موقع ميوزك برينز (الإنجليزية)
- لاين ريدموند على موقع أول ميوزيك (الإنجليزية)
- لاين ريدموند على موقع ديسكوغز (الإنجليزية)